# Stilobezzia kindiae
Stilobezzia kindiae är en tvåvingeart som beskrevs av Clastrier 1991. Stilobezzia kindiae ingår i släktet Stilobezzia och familjen svidknott.
Artens utbredningsområde är Guinea. Inga underarter finns listade i Catalogue of Life.